# Deget de la mână
Acest articol se referă la degetele de la mână. Vezi și deget de la picior.

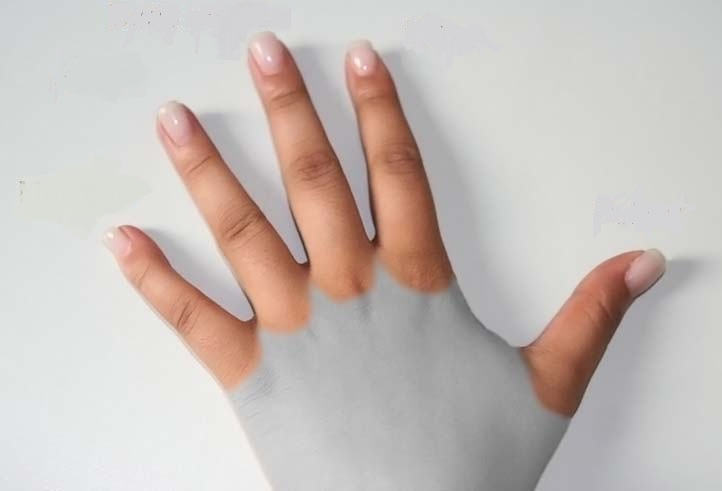
Degete de la mână

Degetele de la mână (latină Digiti manus) reprezintă extremitățile membrelor superioare și sunt în număr de cinci la fiecare mână. Oasele (numite falange) sunt în număr de paisprezece. 
Degetele de la mână sunt prezente doar la oameni și alte primate și este un organ senzitiv foarte important.